# Reconciliation Place

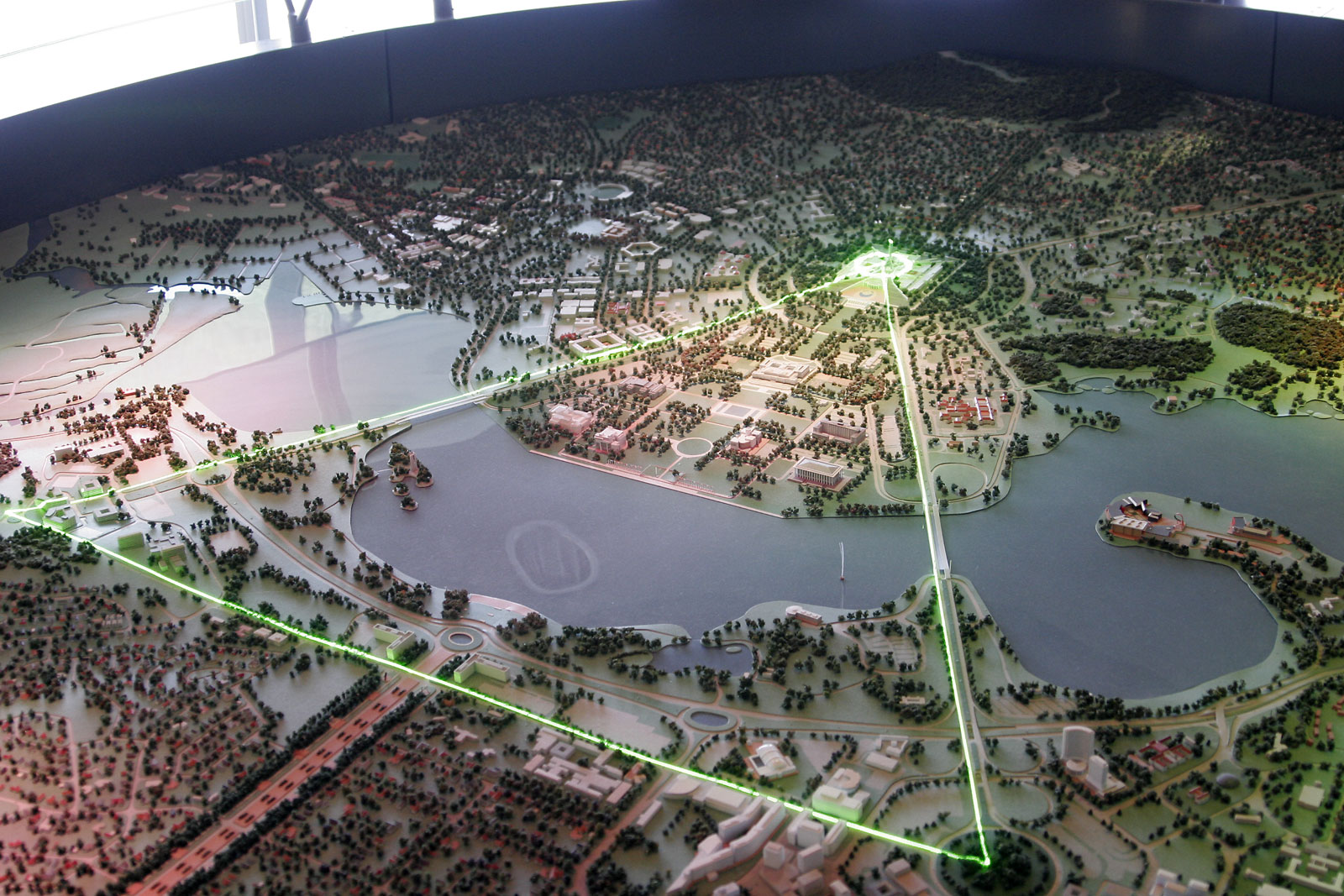
Parliamentary Triangle

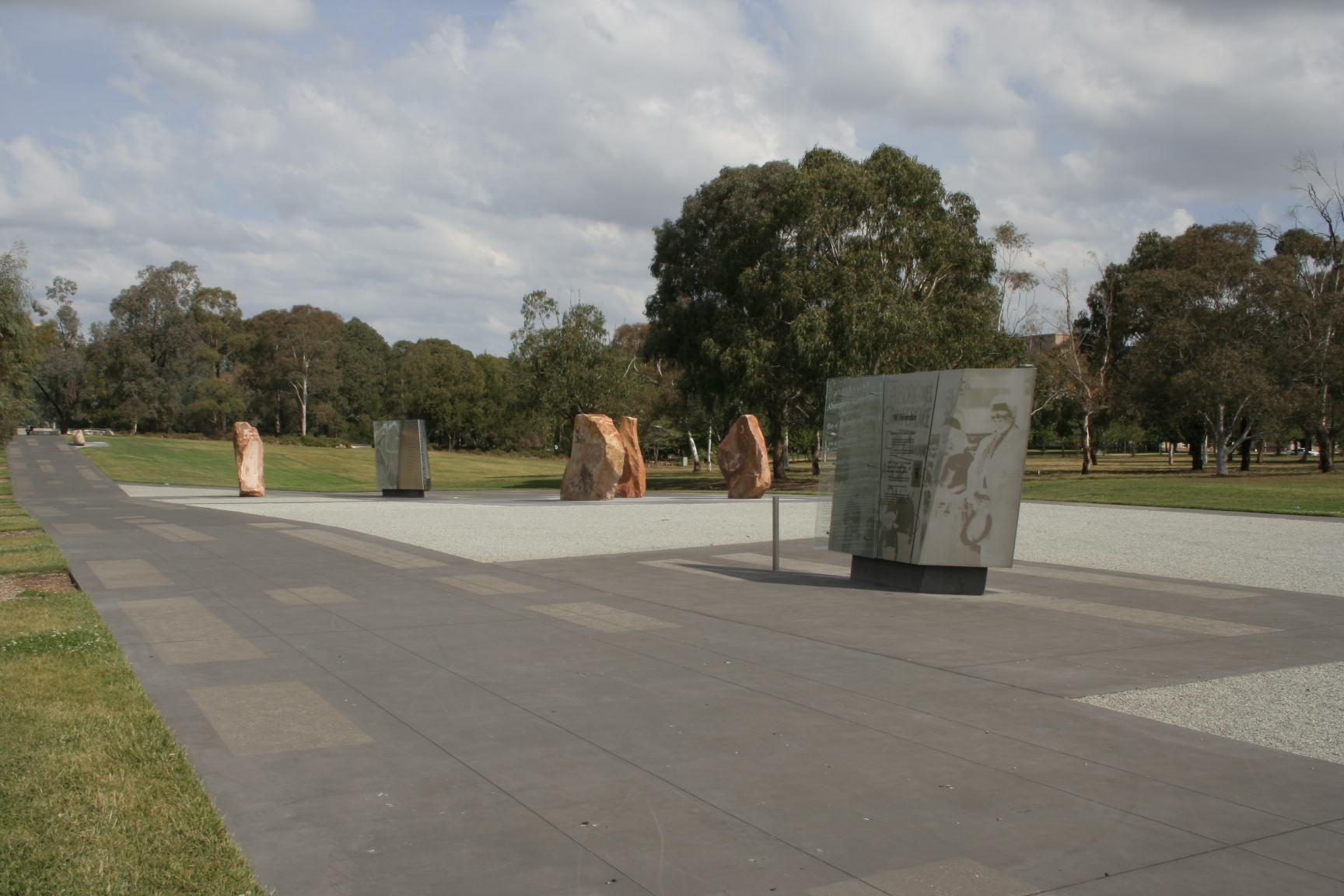
Überblick über den Reconciliation Place

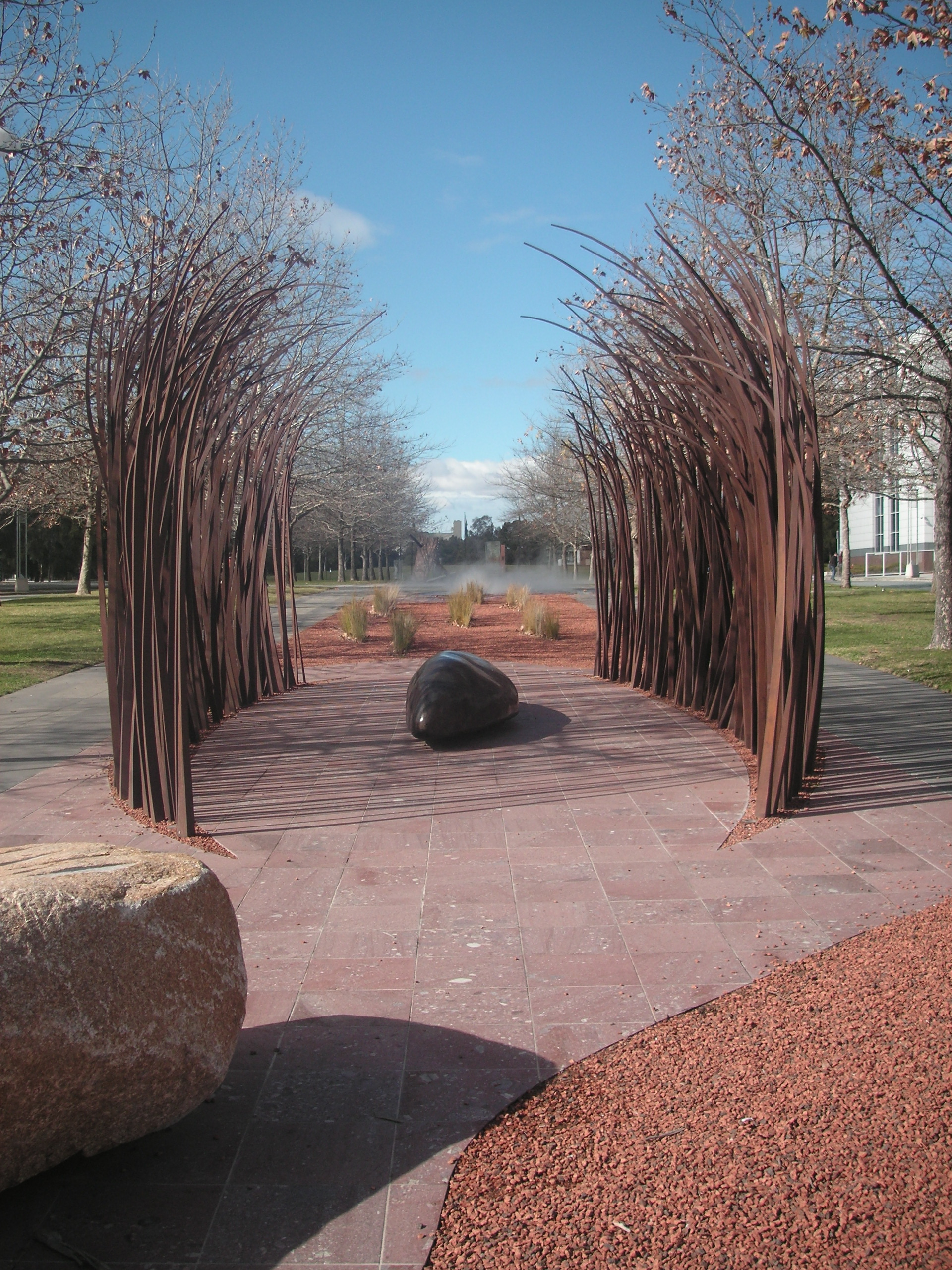
Feuer und Wasser von Judy Watson

Der Reconciliation Place (Versöhnungsplatz) ist ein Skulpturenweg am so genannten Parliamentary Triangle (Parlamentsdreieck) in der australischen Hauptstadt Canberra.
Das Thema des Platzes und der Skulpturen ist die Versöhnung zwischen den Aborigines Australiens und den frühen europäischen Siedlern.

## Wettbewerb
Im Jahre 2001 wurde ein nationaler Wettbewerb ausgeschrieben, den der Architekt Simon Kringas gewann. Ferner wurde damals Sharon Payne zum Berater bei der Darstellung Gestaltung der Aborigineskultur auf dem Versöhnungsplatz bestimmt.
Das Budget für den Entwurf und die Ausführung des Reconciliation Place betrug $ 3,5 Mio. Die Fertigstellung durfte insgesamt nur vier Monate dauern.

## Gestaltung
Der Platz liegt an der Kreuzung der Achse des Walter-Burley-Griffin-Lands und der Fußgänger-Achse, die die National Library of Australia im Westen und den High Court of Australia im Osten verbindet. Der Platz hat einen zentralen konvexen Hügel und stellt Werke australischer Künstler aus. Er bezieht den dortigen Wasserverlauf in die Gestaltung ein.
Die Gestaltung des Skulpturenplatzes wurde als fortlaufender Prozess und nicht als einmaliger Akt geplant.
Heute befinden sich 17 Kunstwerke auf dem Versöhnungsplatz. Vier Werke wurden zu Beginn des Projekts am 22. Juli 2002 vom Premierminister Jahn Howard übergeben, drei Kunstwerke wählten am 28. Mai 2004 die aboriginesstämmigen Senatoren Neville Bonner und Vincent Lingiari aus und zwei weitere der Minister for Indigenous Affairs, Senator Amanda Vanstone. Fünf Kunstwerke wurden am 5. Juli 2006 von Mal Brough enthüllt, dem Minister for Families, Services and Indigenous Affairs und Minister Assisting the Prime Minister for Indigenous Affairs. Am 28. Mai 2007, dem 40sten Jahrestag des 1967er Referendums – das in der Folge den Aborigines die Bürgerrechte und Wahlrechte zubilligte –, übergab Minister Brough weitere drei Kunstwerke und am 11. Juli 2007 wurde ein Werk Frauen im Auftrag des Ministers for Families, Services and Indigenous Affairs enthüllt. Das Wati-Jarra-Jukurrpa-Straßenkunstwerk wurde am 24. November 2008 der Öffentlichkeit übergeben.
Auf dem Platz befinden sich Skulpturen aus Stein, Glas, Stahl und Schriftzüge. Themen der Schriftzüge sind:
- Willkommen im Land der Ngunnawal, des traditionellen Eigentümers dieses Landes, auf dessen Landeigentum der Reconciliation Place aufgebaut ist.
- Das Australische Referendum von 1967 ermöglichte den Aborigines später die australischen Bürgerrechte und Wahlrechte.
- Anerkennung der Landnutzungsrechte der Aborigines, der so genannten Native Titles, als ein Teil der Gesetzgebung Australiens.
- Beteiligung der Aborigines im Sport und in der Verteidigung Australiens.
- Die Aboriginesführer Elders Neville Bonner und Vincent Lingiari sind dargestellt.
- Die Praxis der Gestohlenen Generation in der Vergangenheit.

## Skulpturen
- Judy Watson: Feuer und Wasser
- Vic McGrath: Methalu Tharri (Smooth Sailing)
- Richard Woldendorp u .a .: Separation
- Darryl Cowie: Separation
- Thancoupie Gloria Fletcher (Thanakupi): Kwi'ith, Yam-Mann und -Frau
- Gemeinschaftswerk: Stärke, Dienst und Verlust
- Gemeinschaftswerk: Ngunnawal
- Gemeinschaftswerk: Führerschaft (Neville Bonner und Vincent Lingiari)
- Gemeinschaftswerk: Referendum
- Thancoupie Gloria Fletcher u .a .: Frau
- Munnari John Hammond: Ruby Florence Hammond PSM
- Alice Mitchell Marrakorlorlo: Robert Lee
- Mervyn Rubuntja und Benita Turks: Wenten Rubuntja AM
- Simon Kringas: Land Rights
- Jonathan Nadji u .a .: Bill Neijie OAM
- Djerrkura: Gatjil Djerrkura OAM
- Paddy Japaljarri Stewart: Wati Jarra Jukurrpa (Zwei-Mann-Traumzeit)[2]